# James Steuart-Denham, 8. Baronet
Sir James Steuart-Denham, 8. Baronet GCH (geborener Steuart, * 7. August 1744 in Goodtrees, Midlothian; † 12. August 1839 in Cheltenham, Gloucestershire) war ein britischer General und Politiker.

## Leben
James Steuart war der einzige Sohn des Sir James Steuart, 7. Baronet (1712–1780) aus dessen Ehe mit Lady Frances Wemyss (1722–1789), Tochter des James Wemyss, 5. Earl of Wemyss.
Als seine Elten 1746 infolge des gescheiterte Jakobitenaufstands ins politische Exil nach Kontinentaleuropa flohen, wurde er zunächst der Obhut von Verwandten überlassen, er folgte diesen aber später nach Angoulême in Frankreich. Als 1755 der Siebenjährige Krieg zwischen Großbritannien und Frankreich ausbrach, verließ die Familie Paris zunächst nach Flandern und 1757 nach Tübingen in Württemberg. Der junge James studierte bis 1761 an der dortigen Universität.
1761 erhielt er durch die Vermittlung des Kriegsministers Lord Barrington als Cornet des 1st (Royal) Regiment of Dragoons einen Offiziersposten in der British Army. Anschließend nahm er mit seinem Regiment am britischen Feldzug von 1762 in Westfalen und Hessen (Arnsberg–Wilhelmsthal–Lutterberg–Brücker Mühle) teil. Kurz vor Kriegsende kaufte er sich am 13. Januar 1763 einen Posten als Captain des 105th Regiment of Foot und wurde 1764 unter Halbsold vom aktiven Dienst freigestellt. Er reiste daraufhin zwei Jahre lang in Frankreich und Deutschland umher, wo er Kavallerietaktiken und -organisation studierte, bis sich für ihn die Gelegenheit ergab, auf einen Dienstposten als Captain des 5th (Royal Irish) Regiment of Dragoons zu wechseln. Daraufhin wurde er nach Irland versetzt, wo er 1769 zum Adjutanten des Lord Lieutenant Lord Townshend ernannt wurde. Am 30. September 1772 heiratete er Alicia Blacker († 1840), Tochter des John Blacker, Gutsherr von Carrickblacker bei Portadown im irischen County Armagh. Im selben Jahr wechselte er als Major zum 13th Regiment of Dragoons und stieg dort 1776 zum Lieutenant-Colonel und 1782 zum Brevet-Colonel auf.
Beim Tod seines Vaters erbte er 1780 dessen schottische Adelstitel als 8. Baronet, of Coltness und 3. Baronet, of Goodtrees, sowie dessen Güter Coltness und Westshield in Lanarkshire. Zugleich ergänzte er, wie sein Vater vier Jahre zuvor, seinen Familiennamen 1773 zu Steuart-Denham.
1784 wurde er als Abgeordneter für Lanarkshire ins britische House of Commons gewählt. Er wurde mehrfach wiedergewählt und hatte diesen Parlamentssitz bis 1802 inne. Als Archibald Hamilton, 9. Duke of Hamilton zur Parlamentswahl 1802 als Kandidat für Lanarkshire seinen Sohn Lord Archibald Hamilton (1769–1827) aufstellte, verzichtete Steuart-Denham darauf, gegen diesen anzutreten.
1788, während er in Dublin stationiert war, wurde er mit der Verbesserung der Ausbildung der Kavallerie in Irland betraut; die Änderungen, die er am System der Bewegung im Gelände vornahm, wurden vom Hauptquartier sehr gelobt. Weder diese Leistung noch die Unterstützung, die er der Pitt-Regierung im Parlament gewährte, reichten jedoch aus, um ihm den Posten des Colonels eines Infanterieregiments zu verschaffen, den er ernsthaft anstrebte. Stattdessen erhielt er im November 1791 das Amt des Colonels des 12th (The Prince of Wales’s) Regiment of (Light) Dragoons. Im Oktober 1793 wurde er zum Major-General befördert, was zur Folge hatte, dass er zu ranghoch war, um im Ersten Koalitionskrieg an der Belagerung von Toulon teilzunehmen, wohin er zuvor beordert worden war. Im September 1794 nahm er das Angebot des Kriegsministers Henry Dundas einer Stellte im Stab in Schottland an, mit der Aufgabe die Fencible Cavalry zu beaufsichtigen.
1798 wurde er zum Lieutenant-General befördert und übernahm das Kommando über den südlichen Militärbezirk Irlands. Dort verfolgte er in den Monaten vor dem Ausbruch der irischen Rebellion eine versöhnliche Politik. Nach dem Sieg über die Aufständischen in Wexford erhielt er im Juni 1798 einen offiziellen Verweis vom Oberbefehlshaber Lieutenant-General Gerard Lake, weil er es versäumt hatte – bis der Befehl wiederholt wurde –, Truppen aus Munster von Westen gegen Wexford zu schicken. Als Reaktion darauf behauptete Steuart-Denham, er habe die Befugnis gehabt, die Truppen zurückzuhalten, und trat einen Monat später aus Protest aus dem irischen Stab zurück. Er erhielt danach keine aktiven Kommandoposten mehr.
Er wurde 1803 zum General befördert und tauschte am 12. Januar 1815 den Posten als Colonel des 12th Regiment of Dragoons gegen den Colonels des 2nd (Royal North British) Regiment of Dragoons. 1830 wurde er als Knight Grand Cross des Guelphen-Ordens ausgezeichnet.
Er starb 1839 im Alter von 95 Jahren. Da seine Ehe kinderlos geblieben war, fielen seine Adelstitel an seinen Cousin zweiten Grades Henry Steuart-Barclay (1765–1851).